# Geaya
Geaya is een geslacht van hooiwagens uit de familie Sclerosomatidae.
De wetenschappelijke naam Geaya is voor het eerst geldig gepubliceerd door Roewer in 1910. 

## Soorten
Geaya omvat de volgende 78 soorten:
- Geaya aenescens
- Geaya areolata
- Geaya atrolutea
- Geaya atrospinulosa
- Geaya aureobrunnea
- Geaya aureolucens
- Geaya auriscutata
- Geaya auroephippiata
- Geaya auruginia
- Geaya bahiensis
- Geaya belizensis
- Geaya benedictina
- Geaya bimaculata
- Geaya bipectinata
- Geaya boliviana
- Geaya brevipes
- Geaya brunea
- Geaya caraca
- Geaya centralis
- Geaya chamberlini
- Geaya corneli
- Geaya coxalis
- Geaya crucicolorata
- Geaya cuprinites
- Geaya davisi
- Geaya decorata
- Geaya elegans
- Geaya ephippiata
- Geaya esperanza
- Geaya exlineae
- Geaya fasciata
- Geaya femoralis
- Geaya funerea
- Geaya gertschi
- Geaya goodnighti
- Geaya grandis
- Geaya haitiensis
- Geaya ibarrana
- Geaya illudens
- Geaya insularis
- Geaya jamaicana
- Geaya lineata
- Geaya maculatipes
- Geaya magna
- Geaya marginata
- Geaya mediana
- Geaya monticola
- Geaya nigricoxa
- Geaya nigriventis
- Geaya nigromaculata
- Geaya nigrosigillata
- Geaya opaca
- Geaya ortizi
- Geaya parallela
- Geaya plana
- Geaya plaumanni
- Geaya pulchra
- Geaya punctulata
- Geaya quadrimaculata
- Geaya recifea
- Geaya reimoseri
- Geaya sandersoni
- Geaya scrobiculata
- Geaya speciosa
- Geaya splendens
- Geaya striata
- Geaya tampicona
- Geaya tezonapa
- Geaya thoracica
- Geaya tibialis
- Geaya unicolor
- Geaya ventralis
- Geaya viridinitens
- Geaya vivida
- Geaya vogli
- Geaya wenzeli
- Geaya werneri
- Geaya yucatana